# Са нама се завршава (филм)
Са нама се завршава (енгл. It Ends with Us) амерички је љубавни филм из 2024. Режију потписује Џастин Балдони, по сценарију Кристи Хол. Темељи се на истоименом роману Колин Хувер из 2016. Главне улоге тумаче Блејк Лајвли, Џастин Балдони, Брендон Скленар, Џени Слејт и Хасан Минхаџ.
Приказан је 9. августа 2024. у Сједињеним Америчким Државама, односно 8. августа исте године у Србији. Добио је помешане рецензије критичара и зарадио преко 349 милиона долара широм света.

## Радња
Уплашена, али одлучна Лили Блум (Блејк Лајвли) сели се у Бостон како би остварила свој животни сан и започела сопствени посао. Ускоро упознаје шармантног неурохирурга по имену Рајл Кинкејд (Џастин Балдони) с којим ће осетити неодољиву хемију. Ипак, након што се лудо заљуби у њега, Лили почиње да открива страну његове личности која је подсећа на трауму из детињства. Да би ствари биле још теже, у живот јој се изненадно враћа њена прва љубав, Атлас Кориган (Брендон Скленар), а Лили ће морати да се избори са собом како би донела праве одлуке за своју будућност.

## Улоге
| Глумац          | Улога         |
| --------------- | ------------- |
| Блејк Лајвли    | Лили Блум     |
| Џастин Балдони  | Рајли Кинкејд |
| Брендон Скленар | Атлас Кориган |
| Џени Слејт      | Алиса         |
| Хасан Минхаџ    | Маршал        |
| Ејми Мортон     | Џени Блум     |
| Кевин Макид     | Ендру Блум    |